# 76. Reserve-Division (Deutsches Kaiserreich)
Die 76. Reserve-Division war ein Großverband der Preußischen Armee im Ersten Weltkrieg.

## Gliederung

### Kriegsgliederung vom 29. Dezember 1914
- 76. Reserve-Infanterie-Brigade
  - Reserve-Infanterie-Regiment Nr. 252
  - Reserve-Infanterie-Regiment Nr. 253
  - Reserve-Infanterie-Regiment Nr. 254
  - Reserve-Radfahrer-Kompanie Nr. 76
  - Reserve-Kavallerie-Abteilung Nr. 76
- 76. Reserve-Feldartillerie-Brigade
  - Reserve-Feldartillerie-Regiment Nr. 56
  - Reserve-Feldartillerie-Regiment Nr. 58
  - Reserve-Pionier-Kompanie Nr. 76

### Kriegsgliederung vom 20. Februar 1918
- 76. Reserve-Infanterie-Brigade
  - Reserve-Infanterie-Regiment Nr. 252
  - Reserve-Infanterie-Regiment Nr. 253
  - Reserve-Infanterie-Regiment Nr. 254
  - Reserve-Radfahrer-Abteilung Nr. 76
  - 3. Eskadron/Reserve-Ulanen-Regiment Nr. 1
- Artillerie-Kommandeur Nr. 76
  - Reserve-Feldartillerie-Regiment Nr. 76
  - II. Bataillon/Fußartillerie-Regiment Nr. 24
- Pionier-Bataillon Nr. 376
- Divisions-Nachrichten-Kommandeur Nr. 476

## Gefechtskalender

### 1914
- ab 29. Dezember – Aufmarsch der 10. Armee

### 1915
- bis 3. Februar – Aufmarsch der 10. Armee
- 4. bis 22. Februar – Winterschlacht in Masuren
- 23. Februar bis 6. März – Gefechte am Bobr
- 3. bis 10. März – Gefechte im Orzyc-Bogen
- 6. bis 29. März – Stellungskampf bei Lipniki-Lyse
  - 11. bis 21. März – Stellungskämpfe nördlich Przasnysz
- 25. bis 30. März – Gefechte bei Krasnopol und Krasne
- 31. März bis 20. Juli – Stellungskämpfe zwischen Augustów, Mariampol und Pilwiszki
- 21. Juli bis 7. August – Kämpfe an der Jesia und bei Wejwery
- 8. bis 18. August – Belagerung von Kowno
- 19. August bis 8. September – Njemen-Schlacht
- 9. September bis 2. Oktober – Schlacht bei Wilna
- 3. bis 15. Oktober – Stellungskämpfe zwischen Krewo-Smorgon-Narotsch-Tweretsch
- 16. Oktober bis 2. November – Reserve Ober Ost
- ab 3. November – Stellungskämpfe vor Riga

### 1916
- bis 17. September – Stellungskämpfe vor Riga
- 26. September – Dolmany
- 26. bis 29. September – Schlacht bei Hermannstadt
- 29. September bis 4. Oktober – Kämpfe um Fogaras
- 5. Oktober – Schlacht vor dem Geisterwalde
- 7. bis 9. Oktober – Schlacht bei Kronstadt
- 10. Oktober bis 28. November – Gebirgskämfe am Törzburger Pass
- 29. bis 30. November – Verfolgungskämpfe bei Câmpulung
- 1. bis 5. Dezember – Schlacht am Argesch
- 6. bis 8. Dezember – Cocorasti-Misli, Plopeni, Calinesti, Floresti, Baicoiu, Filipesti, und Bordeni
- 9. bis 20. Dezember – Verfolgungskämpfe am Jalomita-Prahova und Buzaul
  - 15. Dezember – Übergang über den Buzaul
- 21. bis 27. Dezember – Schlacht bei Rimnicul-Sarat
- ab 28. Dezember – Verfolgungskämpfe nach der Schlacht bei Rimnicul-Sarat

### 1917
- bis 3. Januar – Verfolgungskämpfe nach der Schlacht bei Rimnicul-Sarat
- 4. bis 8. Januar – Schlacht an der Putna
- 9. Januar bis 5. August – Stellungskrieg an Putna und Sereth
  - 22. bis 25. Juli – Abwehrkämpfe am Sereth
- 26. Juli bis 9. Dezember – Stellungskrieg am Sereth und Susita
  - 6. August bis 3. September – Durchbruchsschlacht am Putna und Susita
- ab 10. Dezember – Waffenstillstand an der rumänischen Front

### 1918
- bis 7. März – Waffenstillstand an der rumänischen Front
- 7. bis 11. März – Transport nach dem Westen
- 11. bis 30. März – Stellungskämpfe in Lothringen
- 31. März bis 6. April – Reserve der OHL bei der 18. Armee
- 7. April bis 24. Mai – Kämpfe an der Avre und bei Montdidier und Noyon
- 25. Mai bis 15. Juli – Stellungskämpfe vor Verdun
- 18. bis 25. Juli – Abwehrschlacht zwischen Soissons und Reims
- 26. Juli bis 3. August – Bewegliche Abwehrschlacht zwischen Marne und Vesle
- 4. bis 16. August – Stellungskämpfe zwischen Oise und Aisne
- 17. August bis 4. September – Abwehrschlacht zwischen Oise und Aisne
- 4. bis 20. September – Kämpfe bei Vauxaillon und Laffaux
  - 5. bis 8. September – Kämpfe vor der Siegfriedfront
  - 9. bis 18. September – Kämpfe in der Siegfriedstellung bei der 9. Armee
- 19. bis 25. September – Kämpfe in der Siegfriedstellung
- 26. September bis 9. Oktober – Abwehrschlacht in der Champagne und an der Maas
- 10. bis 12. Oktober – Kämpfe vor der Hunding- und Brunhild-Front
- 13. bis 17. Oktober – Kämpfe an der Aisne und Aire
- 18. bis 23. Oktober – Schlacht bei Vouziers
- 24. bis 31. Oktober – Kämpfe an der Aisne und Aire
- 1. bis 4. November – Kämpfe zwischen Aisne und Maas
- 5. bis 11. November – Rückzugskämpfe vor der Antwerpen-Maas-Stellung
- ab 12. November – Räumung des besetzten Gebietes und Marsch in die Heimat

## Kommandeure
| Dienstgrad                   | Name                          | Datum                                 |
| ---------------------------- | ----------------------------- | ------------------------------------- |
| Generalmajor/Generalleutnant | Hugo Elstermann von Elster    | 24. Dezember 1914 bis 17. Januar 1918 |
| Generalmajor                 | Alfred von Quadt-Hüchtenbruck | 01. Februar 1918 bis Januar 1919      |